# ملقط ديبيكي

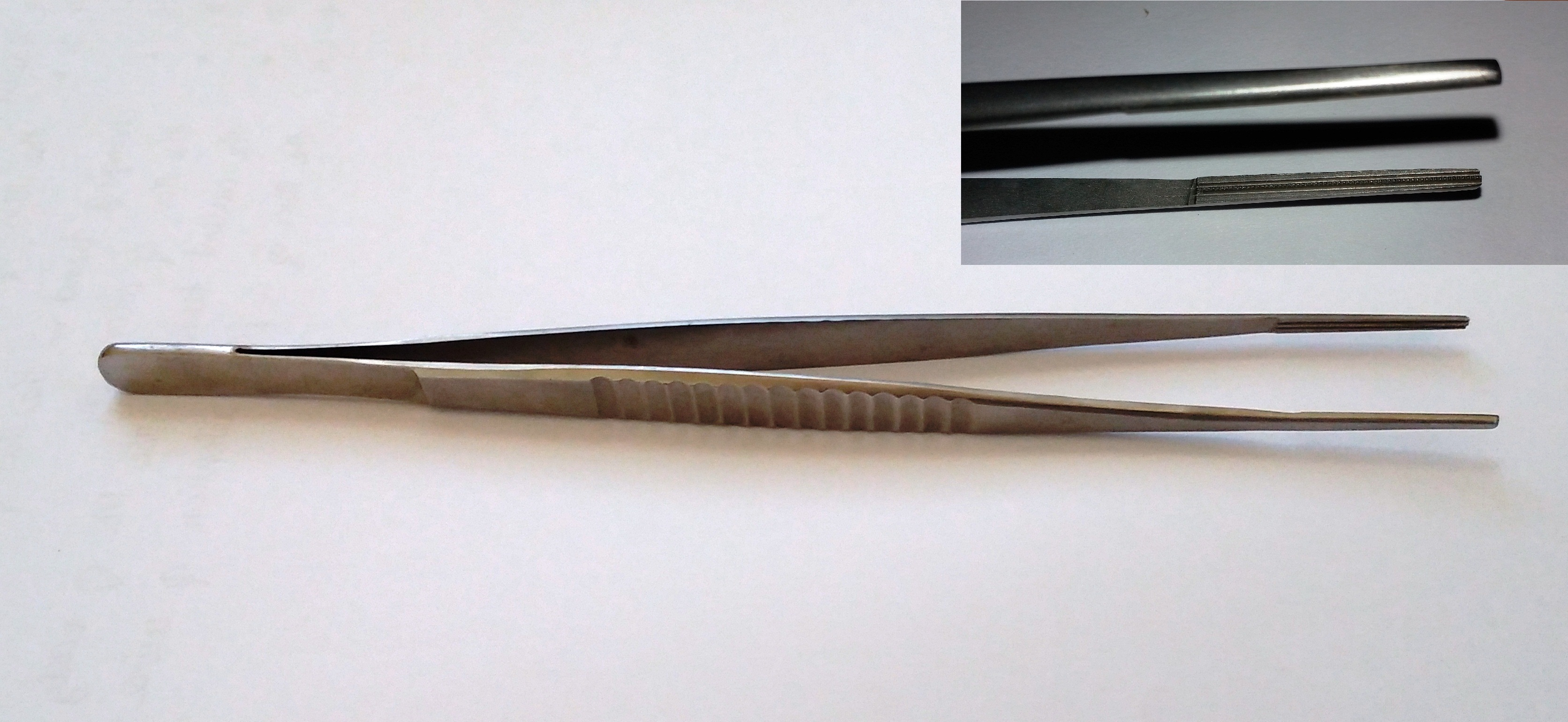
ملقط ديبيكي

ملقط ديباكي (بالإنجليزية: Debakey forceps)‏ هو نوع من أنواع ملاقط الأنسجة الرئوية، يستخدم في إجراءات الأوعية الدموية لتجنب تلف الأنسجة أثناء المعالجة. هو كبير الحجم عادة (مثال، أرتفاع 12 بوصة (36 سم))، وله قبضة مضلعة متميزة بخشونتها، على عكس الملاقط الأخرى ملقط ديبيكي الأدق في التضليع.